# Kallimuddanahalli, Krishnarajanagara
Kallimuddanahalli là một làng thuộc tehsil Krishnarajanagara, huyện Mysore, bang Karnataka, Ấn Độ.